# Titan Mare Explorer
Titan Mare Explorer ou TiME est un projet de mission spatiale de type atterrisseur proposé en 2011 dans le cadre du programme Discovery de l'agence spatiale américaine, la NASA. Elle avait comme objectif l'étude de Titan, le plus grand satellite de la planète Saturne. Le projet passe le premier tour de sélection mais n'est finalement pas retenu. Cette mission aurait représenté la première exploration d'une mer extraterrestre. 

## Contexte
La découverte le 22 juillet 2006 de lacs et des mers dans l'hémisphère nord de Titan a confirmé l'espoir que des hydrocarbures liquides existent sur Titan. En outre, les observations précédentes de tempêtes polaires au sud et de nouvelles observations de tempêtes dans la région équatoriale fournissent la preuve de processus actifs de production de méthane, peut-être des caractéristiques cryovolcaniques de l'intérieur de Titan.
On croit que le cycle du méthane sur Titan est semblable au cycle hydrologique terrestre, avec fluides météorologiques de travail existant sous forme de pluie, de nuages, des rivières et des lacs. TiME discernerait directement le cycle du méthane de Titan et permettrait de mieux comprendre les ressemblances et différences avec le cycle de l'eau sur Terre. Le responsable de la mission de l'atterrisseur est Ellen Stofan, un membre de l'équipe radar de la mission Cassini. Le concept de véhicule spatial est développé par Lockheed Martin, Proxemy Research Inc, et le Laboratoire de physique appliquée Johns Hopkins University Applied Physics Laboratory à l'université Johns-Hopkins.

## Historique
TiME a été proposé par Proxemy Research et proposé initialement dans le cadre du programme d'étude de conception Discovery & Scout Mission Capability Expansion (DSMCE) de la NASA. TiME est l'un des trois finalistes du programme Discovery dédié aux missions de la NASA dont l'enveloppe budgétaire atteint au maximum 425 millions de dollars (hors lanceur). L'équipe projet reçoit 3 millions de dollars en mai 2011 pour réaliser une étude de conception détaillée. Après un nouvel examen le 20 août 2012, la NASA sélectionne la mission InSight à destination de Mars, dont le lancement prévu pour le mois de mars 2016 a lieu finalement en 2018.
Il a également été proposé de retarder TiME suffisamment pour qu'il puisse être intégré à la mission phare Titan Saturn System Mission dont le lancement est proposé pour les années 2020,.
TiME est une mission planète-extérieure de faible coût (425 millions de dollars) qui aurait dû analyser directement les constituants organiques sur Titan et exercer la première exploration marine d'une mer extraterrestre, analyser sa nature et éventuellement ses rives.

## Déroulement de la mission

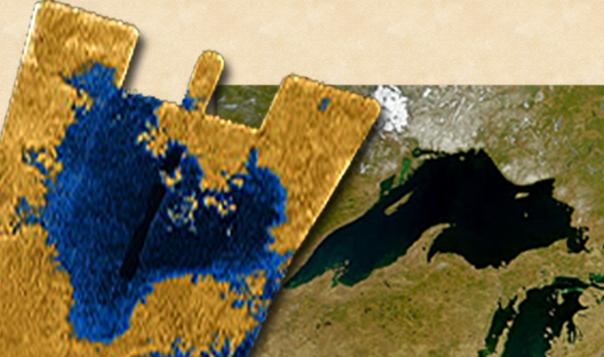
Comparaison des tailles de Ligeia Mare et du lac Supérieur.

Le lancement de TiME aurait été effectué par une fusée Atlas 411 le 21e jour de la fenêtre de lancement commençant le 17 janvier 2015. Le lac cible est Ligeia Mare (78° N, 250° O). Il est l'un des plus grands lacs de Titan identifiés à ce jour, d'une superficie d'environ 100 000 km2. L'objectif de sauvegarde est Kraken Mare.

## Objectifs scientifiques
Titan Mare Explorer aurait fait l'objet d'une croisière interplanétaire simple, sans survol scientifique. Les mesures et les transmissions de données auraient commencé seulement après l'amerrissage. Les objectifs scientifiques de la mission sont :
1. Déterminer la composition chimique des mers pour contraindre le cycle du méthane de Titan, rechercher, comparer des modèles dans l'abondance des constituants dans les liquides et analyser les gaz nobles. Instruments : spectromètre de masse, Meteorology and Physical Properties Package (MP3) ;
2. Déterminer la profondeur de la mer pour déterminer son volume, et donc, l'inventaire organique. Instrument : Meteorology and Physical Properties Package (Sonar) (MP3) ;
3. Recherches sur les processus liés aux lacs de Titan par la caractérisation des propriétés physiques de ses mers liquides, et comment ils varient avec la profondeur. Instrument : Meteorology and Physical Properties Package (MP3) ;
4. Déterminer comment la météorologie locale sur des mers raccorde le cycle planétaire du méthane sur des longues périodes saisonnières. Instrument : Meteorology and Physical Properties Package (MP3) ;
5. Analyser la nature de la surface de la mer et, si possible, les rivages pour déterminer les propriétés physiques des liquides de la mer et mieux comprendre l'origine et l'évolution de l'« hydrologie » méthane/éthane du sous-sol des lacs et des mers de Titan. Instrument : Descent and Surface Imagers (DI, SI).

## Caractéristiques techniques

### Alimentation électrique
L'épaisse atmosphère de Titan, tout comme la grande distance Titan-Soleil, rend inutile l'utilisation de panneaux solaires comme ceux qui ont maintenu en fonctionnement les atterrisseurs et rovers martiens pendant des années, tandis que les batteries ne fournissent que quelques heures d'énergie au maximum. L'atterrisseur TiME aurait été le vol d'essai du nouveau générateur Stirling à radioisotope avancé (ASRG), qui est un prototype destiné à assurer l'alimentation tout au long de la durée de vie de réseaux d'atterrisseurs et d'autres missions planétaires. Pour cette mission, il aurait été utilisé dans deux environnements : l'espace lointain et une atmosphère non-terrestre. Le ASRG est un système d'alimentation à radioisotope utilisant un moteur Stirling et qui devrait générer 140  à   160 W de puissance électrique, c'est quatre fois plus efficace qu'un générateur thermoélectrique à radioisotope, système utilisé actuellement. Sa masse est de 20 kg et il a une durée de vie nominale de 14 ans.
Spécifications
- Durée de vie : ≥ 14 ans
- Puissance nominale : 140 W
- Masse : ~ 20 kg
- Efficacité du système : ~ 30 %
- 2 modules GPHS à 238Pu
- Utilisation de 0,8 kg de plutonium 238

### Caméras
Malin Space Science Systems, qui construit et exploite des systèmes de caméras pour les véhicules spatiaux, a signé un contrat de développement précoce avec la NASA pour effectuer des études de conception préliminaire. Il y était prévu deux caméras : l'une pour prendre des photos pendant la descente vers la surface du lac Ligeia Mare, et l'autre pour prendre des photos après l'atterrissage.
L'atterrisseur, appareil flottant, n'aurait pas été auto-propulsé et le vent aurait dû le pousser sur le lac pendant des mois.

## Titan: zone d'habitabilité potentielle
L'occasion de découvrir une forme de vie avec une base chimique différente de la vie sur Terre a conduit certains chercheurs à considérer Titan comme le monde le plus important pour la recherche de vie extraterrestre. Quelques scientifiques ont émis l'hypothèse que si la chimie des hydrocarbures sur Titan a franchi le seuil de la matière inanimée à une certaine forme de vie, celle-ci serait difficile à détecter. C'est parce qu'il n'y a aucun moyen que la vie terrestre pourrait avoir son origine ou pourrait prospérer sur Titan en raison de la chimie fondamentalement différente de la surface de Titan. En outre, parce que Titan est si froid, la quantité d'énergie disponible pour la construction de structures biochimiques complexes est limitée, et toute vie basée sur l'eau gèlerait sans une source de chaleur.